# ادو سیتی
ادو سیتی (به لاتین: Addu City) یک منطقه مسکونی در مالدیو است.

## خصوصیات
ادو سیتی ۳۲٬۰۶۲ نفر جمعیت دارد.